# František Rasch
František Rasch (9. prosince 1889 Přerov – 11. února 1918 Boka Kotorská - Černá Hora) byl česko-německý námořník, revolucionář a účastník vzpoury námořníků rakouského válečného loďstva v Boce Kotorské (1. února 1918). Byl popraven 11. února 1918 v Boce Kotorské. Jeho jméno nese jedno z přerovských náměstí, na němž je umístěn i jeho památník.

## Rodiče, sourozenci
Adolf Rasch (narozen 27. srpna 1861 Sosnová u Bruntálu), otec, národnost německá, krejčí. Kateřina Raschová, roz. Petříková (narozena 1. dubna 1862 Kojetín), matka. Seznámili se ve Vídni a sezdáni byli 13. listopadu 1883 v Kojetíně. Měli 8 dětí - Adolf (Kroměříž), Marie (1886 Přerov), Karel (Přerov - 7. ledna 1893 Přerov), František (9. prosince 1889 Přerov - 11. února 1918 Boka Kotorská - Černá Hora), Antonín (1891 Přerov - 12. června 1893 Přerov), Antonína (1891 Přerov - 15. května 1892 Přerov), Leopold Jan (1892 Přerov) a Karel (15. října 1893 Přerov).